# 德韦尼
德韦尼，是匈牙利包尔绍德-奥包乌伊-曾普伦州所辖的一个村。总面积11.65平方公里，总人口284，人口密度24.4人/平方公里（2011年1月1日）。